# Ожеги (Брянская область)
Ожеги — деревня в Жирятинском районе Брянской области, в составе Воробейнского сельского поселения. 
 Расположена в 2 км к северо-западу от деревни Колодня. Население — 47 человек (2010).

## История
Упоминается с начала XVIII века; входила в приход села Ишово. С 1761 — владение Разумовских. До Великой Отечественной войны преобладало украинское население.
До 1781 года входила в Почепскую (1-ю) сотню Стародубского полка; с 1782 до 1918 в Мглинском повете, уезде (с 1861 — в составе Воробейнской волости); в 1918—1929 гг. — в Почепском уезде (Воробейнская, с 1924 Балыкская волость).
С 1929 года — в Жирятинском районе, а при его временном расформировании (1932—1939, 1957—1985 гг.) — в Почепском районе. С 1920-х гг. до 2005 года входила в Горицкий сельсовет.